# سامانتا شويبلين
سامانتا شويبلين Samanta Schweblin (من مواليد 1978)، هي كاتبة أرجنتينية مقيمة حاليًا في برلين، ألمانيا. نشرت ثلاث مجموعات من القصص القصيرة، رواية قصيرة ورواية، إلى جانب القصص التي ظهرت في مختارات ومجلات مثل نيويوركر، ومجلة باريس ريفيو، ومجلة غرانتا ، الجسر المتحرك، ومجلة هاربر، ومجلة ماكسويني. حصلت على العديد من الجوائز حول العالم، وتُرجمت كتبها إلى أكثر من أربعين لغة.

## من مؤلفاتها المترجمة للغة العربية
- رواية: «حمى الأحلام».
- رواية: «سبعة بيوت خالية».
- رواية: «كينتوكي».
- كتاب: «الدماغ الاجتماعي (سيكولوجية المجموعات الناجحة)».

## الجوائز والأوسمة
- 2022: جائزة الكتاب الوطني للأدب المترجم عن رواية "سبعة منازل فارغة"
- 2024: كاتب الجمعية الملكية للأدب الدولي [11]